# Sphrageidus producta
Sphrageidus producta är en fjärilsart som beskrevs av Walker 1863. Sphrageidus producta ingår i släktet Sphrageidus och familjen tofsspinnare. Inga underarter finns listade i Catalogue of Life.